# (452) Гамильтония
(452) Гамильтония (англ. Hamiltonia) — астероид главного пояса, который был открыт 6 декабря 1899 года американским астрономом Дж. Э. Килером в обсерватории Сан-Хосе и назван в честь горы Гамильтон, где расположена обсерватория.

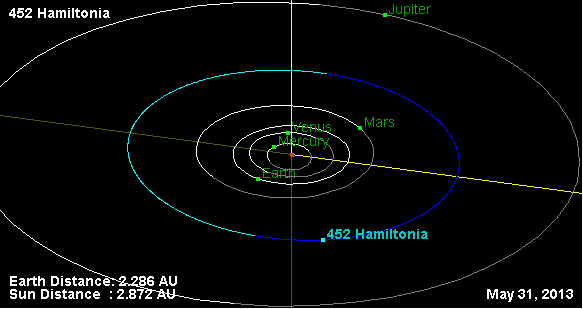
Орбита астероида Гамильтония и его положение в Солнечной системе